# کوراناخ-یوریاخ
کوراناخ-یوریاخ (روسی: Куранах-Юрях) یک رود در یاقوتستان کشور روسیه است.